# Fallingeberg
Fallingeberg är en ort i Valdemarsviks kommun, belägen väster om Valdemarsvik vid Fallingebergssjön. I Fallingeberg finns ett vattenverk som svarar för Valdemarsviks vattenförsörjning.
Nordost om samhället ligger naturreservatet Fallingeberg.